# Echinocucumis
Genre
Echinocucumis est un genre d'holoturies au sein de la famille Ypsilothuriidae. Les espèces rangées dans ce genre sont marines ; l'espèce type est Echinocucumis hispida.

## Distribution
Certaines de ces espèces sont présentes dans l'océan Atlantique Nord.

## Liste d'espèces
Selon World Register of Marine Species (30 août 2017) :
- Echinocucumis ampla O'Loughlin & Skarbnik-López in O'Loughlin & al., 2015
- Echinocucumis globosa (Ohshima, 1915)
- Echinocucumis hispida (Barrett, 1857)
- Echinocucumis kirrilyae O'Loughlin, 2009
- Echinocucumis multipodia Cherbonnier, 1965
- Echinocucumis paratypica Ludwig & Heding, 1935
- Echinocucumis sphaericum (Sluiter, 1901)
- Echinocucumis tenera Cherbonnier, 1958